# Hybšmanka
Hybšmanka (též Hybšmonka) je název usedlosti čp. 2368 v Praze-Břevnově v Atletické ulici v těsné blízkosti usedlosti Kneislovka. Původně náležela do katastru Smíchova s čp. 113. Od roku 1964 je kulturní památkou. Usedlost získala podle své majitelky Marie Anny Hübschannové, která jí zdědila roku 1751 po děkanovi Josefu Václavovi von Lanckische.
Dnes je usedlost v soukromém vlastnictví. Tvoří ji klasicistní obytná budova v podobě z 18. století a hospodářské budovy z 19. století. Budova má mansardovou střechu, ve fasádě drobné architektonické detaily a uvnitř částečně dochované trámové stropy. Pozemky, které patří k usedlosti, byly v majetku Státního statku hl. m. Prahy, pozemky přímo pod domem byly rozparcelovány na zahrádky.